# 힐스테이트 삼송역
힐스테이트 삼송역(영어: Hillstate Samsong Station)은 대한민국 경기도 고양시 덕양구 삼송동에 위치한 아파트이다.

## 같이 보기
- 고양시의 마천루 목록